# 政治心理學
政治心理學是一個跨學科的學術領域，研究心理學和政治學之間的關係，專注於研究人類在政治上的思考、情緒、和行為。政治心理學分析政治學上與選民、立法者、地方和中央的政府和行政、國際組織、政黨、和協會。「政治心理學」一詞強調心理學為中央領域，因此這門學科也可以被稱為「政治的心理學」，以便強調其跨學科的本質。政治心理學研究的領域也包括了人类学、認知心理學、人格心理學、社会学、精神病学，以及其他更為疏遠的領域例如經濟學、哲學、以及美术。

## 历史
政治心理學产生于20世纪初期，弗洛伊德等人当时采用心理学方法解释政治现象。但是直到1930-40年代，随着《精神病理学与政治》、《权力与人格》等著作的出版，这门学科才真正成立。政治心理学学科正式产生于普法战争与社会主义革命期间，于1940年代至1950年代以心理分析为特色，1960年代与1970年代的“理性人”假设开启了政治选举和政治态度的大门，1980年代和1990年代又围绕政治信仰、信息处理、决策过程等主题展开。

## 主要内容
政治心理学中有许多概念。例如社会视角下的乌合之众理论，群体社会理论，行为学视角下的格式塔理论，认知协调理论，从理性人视角出发的理性选择理论，防卫理论等等。弗洛伊德对政治心理学具有非常大的贡献，他认为一个领导的行为和他们的决策在很大程度上决定于其本我、自我、超我。

## 应用
政治心理学应用于政治选举、群体决策、恐怖袭击分析等各个方面。例如，美国的政治心理学分析了政府的几次决策失误原因，并用政治心理学来试图预测选举结果，又例如，对于二战中大屠杀的可能产生的原因分析等等。

## 外部連結
- 政治心理學的國際期刊 （页面存档备份，存于）
- 國際政治心理學會 （页面存档备份，存于）
- 政治社會語言學 （页面存档备份，存于）